# Grève sur le tas de Flint

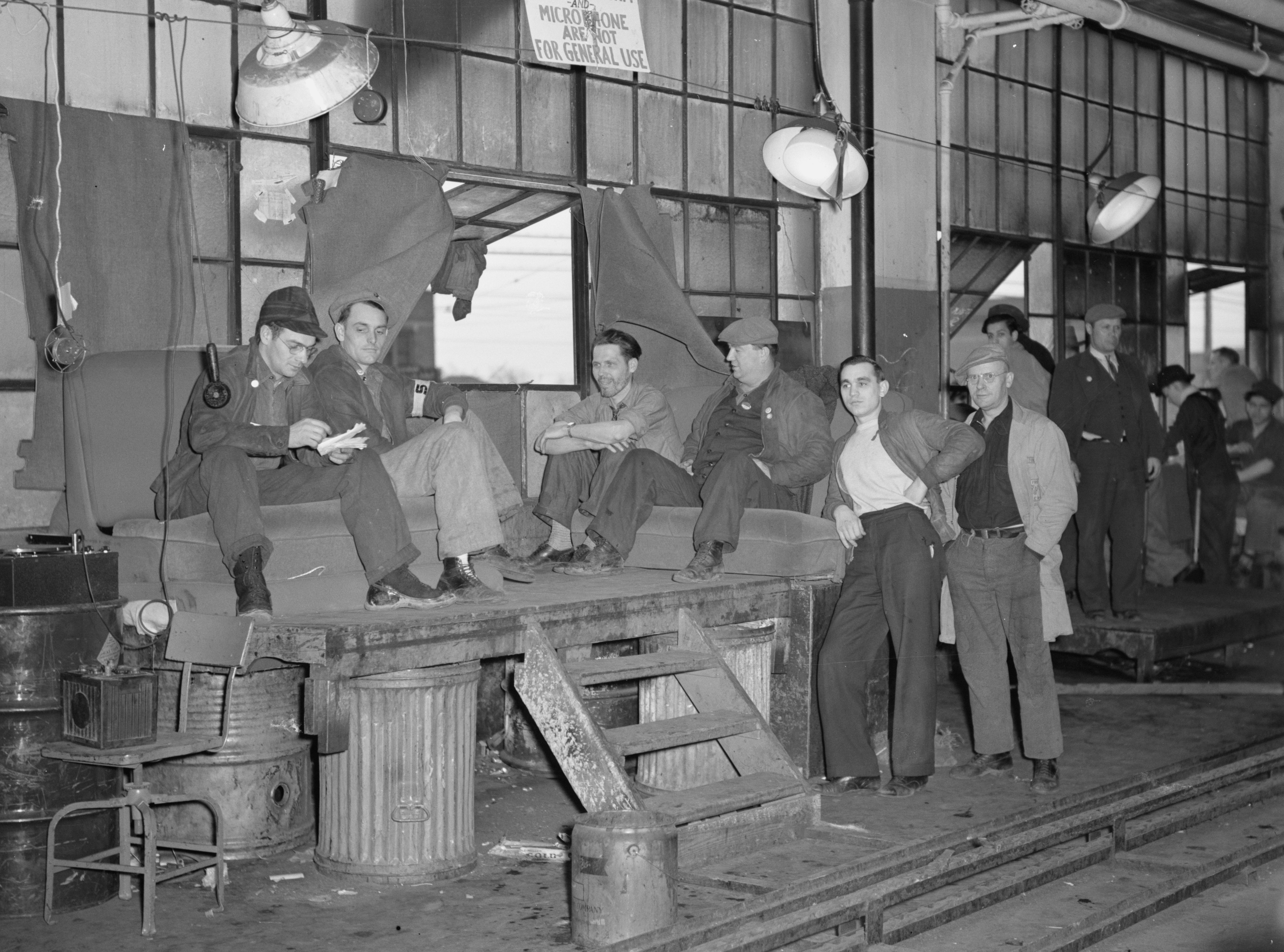
Grévistes occupant le bâtiment numéro 3 de l'usine lors de la grève sur le tas de Flint (Michigan) (1937).

La grève sur le tas de Flint est une grève sur le tas d'ouvriers de General Motors (GM) qui s'est déroulée entre 1936 et 1937 à Flint (Michigan), aux États-Unis. Réalisée par des membres de la United Auto Workers (UAW), la grève fait le tour du monde, et entraîne une vague de syndicalisation chez les ouvriers industriels américains. 

## Contexte
L'UAW est fondée en mai 1935 à Détroit (Michigan) par l'American Federation of Labor. Elle tient sa première convention en 1936. Peu de temps après, l'association constate que ses stratégies d'organisation dans de petites entreprises sont inefficaces et qu'elle doit viser à intervenir auprès de GM, le plus grand acteur du secteur. En étudiant cette dernière, l'UAW constate que GM n'a que deux usines qui produisent les matrices desquelles sont estampées les composantes de la carrosserie automobile. Celle de Flint, au Michigan, qui produit les matrices des Buick, Pontiac et Oldsmobile, ainsi que celle de Cleveland (Ohio), qui produit celles des Chevrolet. Le syndicat planifie une grève de ces installations pour la nouvelle année, au moment où Frank Murphy deviendra gouverneur du Michigan.
L'association ouvrière à Flint est difficile. L'un des officiers syndicaux de l'UWA, Wyndham Mortimer (en), affirme qu'il a reçu, quelques minutes après son enregistrement à l'hôtel lors de sa visite de la ville en 1936, un appel anonyme lui conseillant de retourner là d'où il vient s'il ne « veut pas se retrouver entre quatre planches »,[réf. souhaitée]. D'après lui, GM contrôle la politique municipale et peut compter sur plusieurs délateurs, y compris au sein du syndicat local, qui ne possède que 122 membres sur les 45 000 travailleurs de l'automobile de la ville. 
Dans ce contexte, une petite équipe de l'UAW décide de court-circuiter le syndicat local pour approcher les travailleurs chez eux, gardant secret le nom des nouveaux membres.

## Grève avec occupation

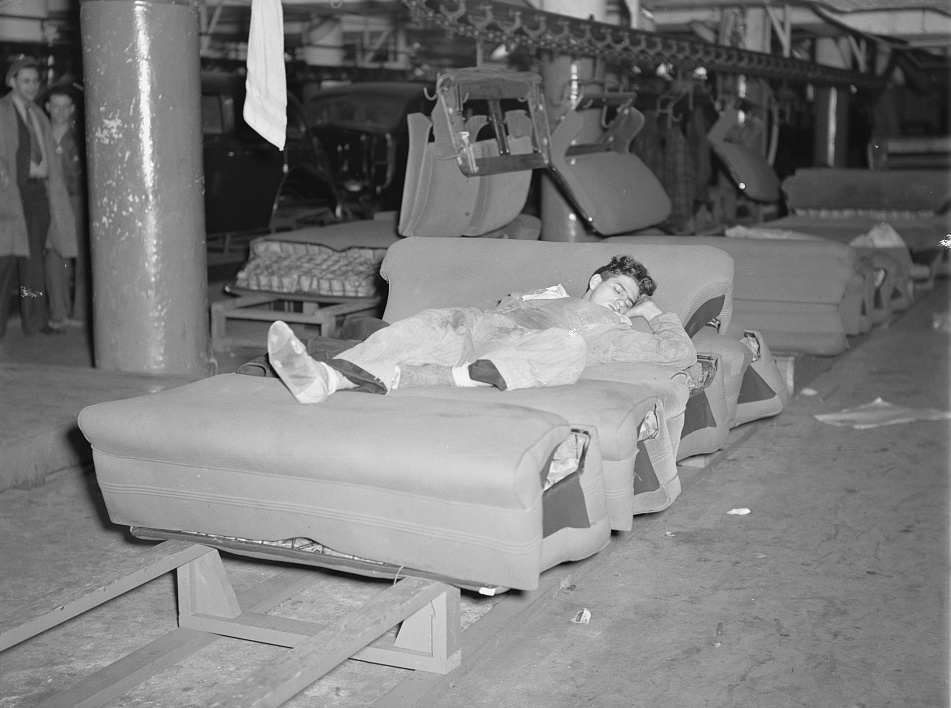
Gréviste dormant sur une ligne de montage de sièges d'automobiles.

Les événements se précipitent à la fin de l'année 1936. Le 30 décembre, les ouvriers de l'usine Fisher Body de Cleveland partent en grève. L'UAW affirme que la grève ne sera pas réglée tant qu'ils n'auront pas une entente nationale couvrant toutes les usines de GM. Le même jour, le syndicat apprend que GM a prévu de faire sortir les matrices du bâtiment #1 de Flint. 
Une réunion d'urgence est prévue à l'heure du repas. Les ouvriers se réunissent dans les rues entourant l'usine et, après avoir été mis au courant de la situation, commencent l'occupation de cette dernière.
Les grévistes élisent un « maire » ainsi que d'autres représentants civils. Le syndicat assure le ravitaillement en nourriture aux grévistes.
Un juge d'état ordonne par injonction le départ des grévistes. L'UAW enquête sur ce dernier et découvre qu'il possède environ 200 000 dollars en actions de GM, ce qui le place en conflit d'intérêts.